# Bruninho (voleibolista)
Bruno Mossa de Rezende (Rio de Janeiro, 2 de julho de 1986), mais conhecido como Bruno ou Bruninho, é um jogador de voleibol brasileiro que atua na posição de levantador pela seleção brasileira e pelo Vôlei Renata/Campinas.

## Carreira

### Clube
Na infância, Bruninho praticava badminton, futebol e voleibol. Aos 14 anos de idade, decidiu se dedicar a este último. Começou sua carreira nas categorias de base do Fluminense. Em 2003, o atleta se profissionalizou e foi atuar no Unisul, no estado de Santa Catarina. Após o principal patrocinador, o Grupo Cimed, retirar o patrocínio da equipe, foi formada uma nova equipe, o Cimed Florianópolis, clube pelo qual o levantador jogou por sete temporadas, conquistando cinco edições do Campeonato Catarinense, uma Copa do Brasil, quatro títulos da Superliga e um Campeonato Sul-Americano.
No final da temporada 2010–11, Bruninho foi eliminado da Superliga nas quartas de final pela equipe do Vôlei Futuro e, logo em seguida, acertou um contrato de curta duração com o Modena Volley para a disputa dos playoffs do Campeonato Italiano, substituindo o então levantador lesionado Mikko Esko. Com o novo clube, o levantador foi eliminado pelo Trentino Volley nas semifinais após três derrotas na série "melhor de cinco".
Em 2012, o carioca voltou para sua cidade natal após ser anunciado como o novo reforço do recém-criado RJX Vôlei. Em sua temporada de estreia, conquistou o título do Campeonato Carioca de 2012, o terceiro lugar no Campeonato Sul-Americano de Clubes e a Superliga de 2012–13, após vencer na final única, por 3 sets a 1, o então campeão Sada Cruzeiro.
Na temporada seguinte, após uma crise financeira atingir o clube carioca, o levantador pediu dispensa e voltou para o continente europeu para defender as cores do Modena. Em dois anos atuando pelo clube italiano, o levantador conquistou um Campeonato Italiano, uma Copa Itália e uma Supercopa Italiana.
Em 2016, após voltar para a Superliga Brasileira, Bruninho foi vice-campeão do Campeonato Paulista de 2016, da Copa do Brasil de 2017 e semifinalista na Superliga de 2016–17 com o SESI-SP. Na temporada seguinte, voltou a defender as cores do Modena Volley pela terceira vez.
Em 2018, após ter sido vice-campeão mundial com o Modena, o levantador continuou em solo italiano e se transferiu para o Cucine Lube Civitanova, time da primeira divisão do Campeonato Italiano. No novo clube, foi vice-campeão da Copa da Itália, conquistou pela segunda vez o título do Campeonato Italiano, além dos inéditos títulos da Liga dos Campeões e do Campeonato Mundial de Clubes.
Em 2018, após ter sido vice-campeão mundial com o Modena, continuando em solo italiano, o levantador se transferiu para o Lube Civitanova, time da primeira divisão do campeonato italiano. No novo clube, foi vice-campeão da Copa Itália, conquistou pela segunda vez o título do Campeonato Italiano, além dos inéditos títulos da Liga dos Campeões e do Campeonato Mundial de Clubes.
Em 2020, Bruninho retornou ao voleibol brasileiro para liderar a equipe do Vôlei Taubaté. Estreando com o novo clube, sagrou-se campeão do Troféu Super Vôlei de 2020, torneio criado em virtude da Superliga da temporada 2019–20 ter sido interrompida devido à pandemia de COVID-19, além de ter conquistado as taças da Supercopa Brasileira de 2020 e da Superliga de Superliga de 2020–21.
Em 2021, Bruninho voltou a assinar contrato com o Modena Volley para vestir a camisa do clube pela quarta vez. Nas finais da Copa CEV de 2022–23, após perder a primeira partida jogando fora contra o belga Knack Roeselare, Bruninho, junto ao Modena, venceu a segunda partida, forçando o golden set, o qual venceram por 15 a 9, conquistando o inédito título, o quarto do Modena na competição.
Após três temporadas no voleibol italiano, Bruninho retorna ao voleibol brasileiro após fechar acordo de dois anos com o Vôlei Renata/Campinas.

### Seleção
Nas categorias de base, Bruninho foi vice-campeão do Campeonato Mundial Sub-21 de 2005, após perder a disputa do título para a seleção russa por 3 sets a 0. No ano seguinte, fez sua estreia na seleção adulta pela Liga Mundial. Apesar de ter atuado como levantador reserva, o carioca venceu a competição junto de craques como Giba, Murilo e Dante.
Entrou no time principal em 2007 após polêmica envolvendo o levantador campeão olímpico Ricardinho, que foi cortado dois dias antes da estreia nos Jogos Pan-Americano do Rio por indisciplina. Na época, isso gerou controvérsia na imprensa por Bruninho ser filho do treinador Bernardinho. Jogando no banco daquela competição, a seleção brasileira sagrou-se campeã sem perder nenhum set durante todo o torneio. No mesmo ano, ajudou a seleção a conquistar os títulos da Liga Mundial, do Campeonato Sul-Americano e da Copa do Mundo.
Em 2008, Bruninho fez parte da equipe que ganhou a medalha de prata nos Jogos Olímpicos de 2008, sendo essa a sua primeira Olimpíada da carreira. No ano seguinte, voltou a subir no lugar mais alto do pódio pela Liga Mundial de 2009, além do inédito título da Copa dos Campeões de 2009.
Em 2010, Bruninho conquistou o último título da seleção pela Liga Mundial, após vitória sobre a seleção russa. Em outubro do mesmo ano, sagrou-se campeão mundial após vencer a seleção cubana por 3 sets a 0, marcando 3 pontos na final do Campeonato Mundial de 2010. Em sua segunda participação em Jogos Pan-Americanos, foi eleito o melhor levantador na edição de 2011, após vencer na final a seleção de Cuba. No mesmo ano, conquistou novamente mais um título Sul-Americano, o vice-campeonato da Liga Mundial e o terceiro lugar na Copa do Mundo. Em 2012, durante os Jogos Olímpicos de Londres, novamente integrou a equipe que ganhou medalha de prata.
Após um sexto lugar na Liga Mundial de 2012, Bruninho e a seleção brasileira amarguraram mais um vice-campeonato da Liga Mundial após derrota para a seleção russa. No mesmo ano, voltou a conquistar mais um título do Sul-Americano e da Copa dos Campeões. No ano seguinte, o levantador foi vice-campeão na 25ª edição da Liga Mundial e na 18ª edição do Campeonato Mundial, realizada na Polônia. Em 2015, conquistou novamente mais um título do Campeonato Sul-Americano, sendo eleito o melhor levantador do torneio.

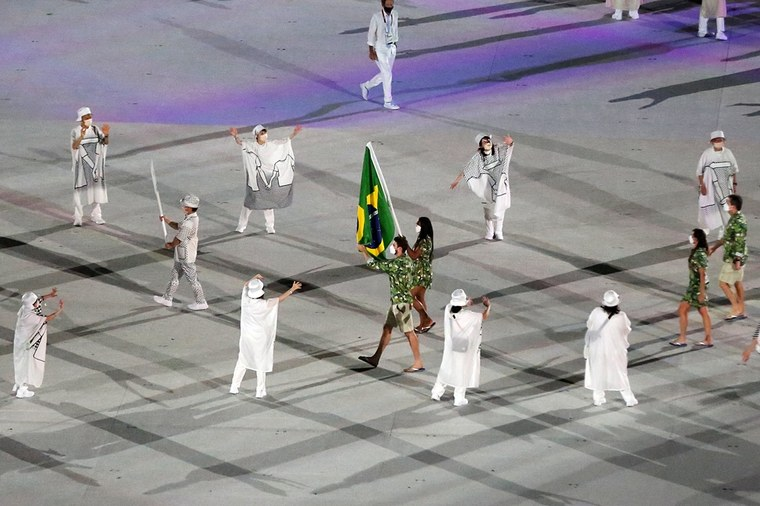
Bruninho e Ketleyn Quadros como porta-bandeira do Brasil na cerimônia de abertura dos Jogos Olímpicos de Tóquio, em 2021.

Em 2016, Bruninho viu a chance de conquistar mais um título da Liga Mundial ser desperdiçada após sofrer uma derrota por 3 a 0 para a seleção da Sérvia. Ganhou a tão esperada medalha de ouro durante os Jogos Olímpicos do Rio em 2016 em 2016, vencendo a final contra a seleção italiana e sagrando-se o melhor levantador da competição. Em 2017, na última edição da Liga Mundial, realizada na Arena da Baixada, em Curitiba, foi derrotado pela seleção francesa no tie-break e novamente ficou com a medalha de prata. Completou o ano levantando as taças do Campeonato Sul-Americano e da Copa dos Campeões.
Em 2018, na primeira edição da Liga das Nações, Bruninho ficou fora do pódio após perder a disputa pela medalha de bronze para a seleção norte-americana. Em sua terceira participação no Campeonato Mundial, voltou a ser derrotado pela seleção polonesa – feito ocorrido na última edição – e ficou com o vice-campeonato. No ano seguinte, novamente perdeu a disputa pela medalha de bronze, na segunda edição da Liga das Nações, ocorrida em Chicago, para a seleção polonesa. Logo após, participou pela primeira vez do Torneio Hubert Jerzeg Wagner, torneio amistoso anual sediado na Polônia. Na ocasião, a seleção brasileira venceu a seleção finlandesa, sérvia e a seleção anfitriã e conquistou o torneio. No final do mesmo ano, conquistou a Copa do Mundo após vencer todas as onze partidas disputadas.
Após o ano sabático de 2020, Bruninho conquistou o único título que faltava para a seleção brasileira. Após perder o primeiro set por 25 a 22, Bruninho e a seleção brasileira viraram a partida contra a Polônia e fecharam o placar em 3 sets a 1, conquistando o título da Liga das Nações de 2021. Logo após, foi escolhido para representar a delegação brasileira na abertura dos Jogos Olímpicos de Tóquio. E pela primeira vez desde que começou a disputar Olimpíadas, Bruninho e a seleção brasileira não subiram ao pódio, ficando em quarto lugar. Em setembro do mesmo ano, sagrou-se campeão do Campeonato Sul-Americano, sendo premiado tanto como melhor levantador quanto como MVP.
Disputando o quarto campeonato mundial de sua carreira, Bruno conquistou a inédita medalha de bronze no torneio com a seleção brasileira ao derrotar a seleção eslovena por 3 sets a 1.

## Vida pessoal

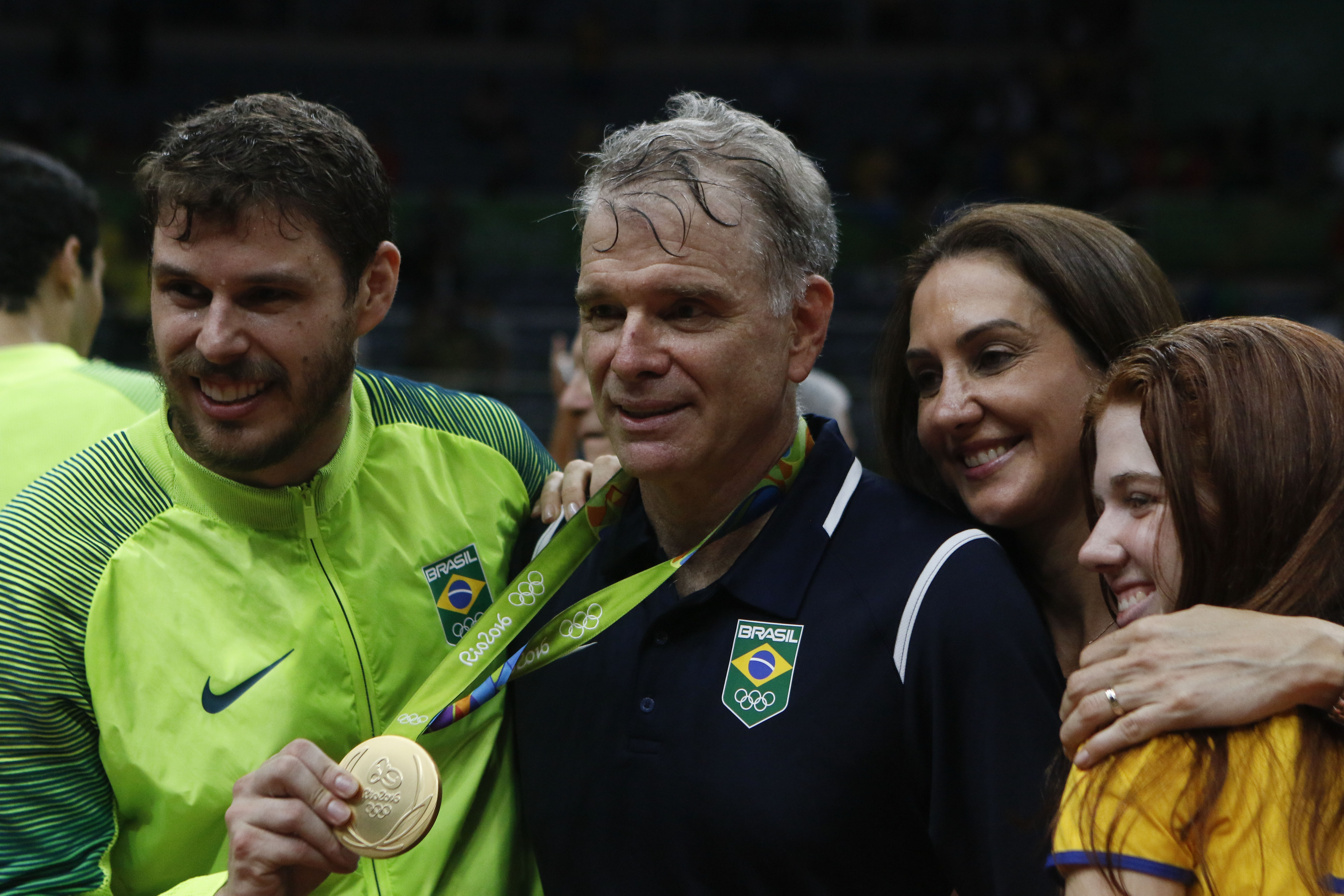
Bruninho comemorando o título olímpico junto a sua família nos Jogos Olímpicos do Rio.

Bruninho é filho dos famosos ex-jogadores de voleibol Bernardinho e Vera Mossa. Vivendo por quase três anos na Itália para atuar por clubes locais, o atleta é fluente em italiano.
Na mídia, seus amigos próximos incluem o cantor Thiaguinho, o ator Rafael Zulu, o jogador de futebol Neymar, o surfista Gabriel Medina e o apresentador Luciano Huck, que formam um grupo de amigos apelidado de "Diretoria" pelo público; os seis amigos têm inclusive um grupo de troca de mensagens juntos.
Em 2016, após o nascimento de Théo, primeiro filho de seu companheiro de quadra Lucão, o atleta se tornou padrinho, juntamente com a madrinha Camila, uma grande amiga de Bia, esposa de Lucão.
No futebol, Bruninho torce pelo Botafogo. Após a conquista do ouro olímpico em 2016, o atleta estrelou uma campanha publicitária para mobilizar a torcida botafoguense a se cadastrar no site oficial do clube.

## Títulos
Unisul/Cimed

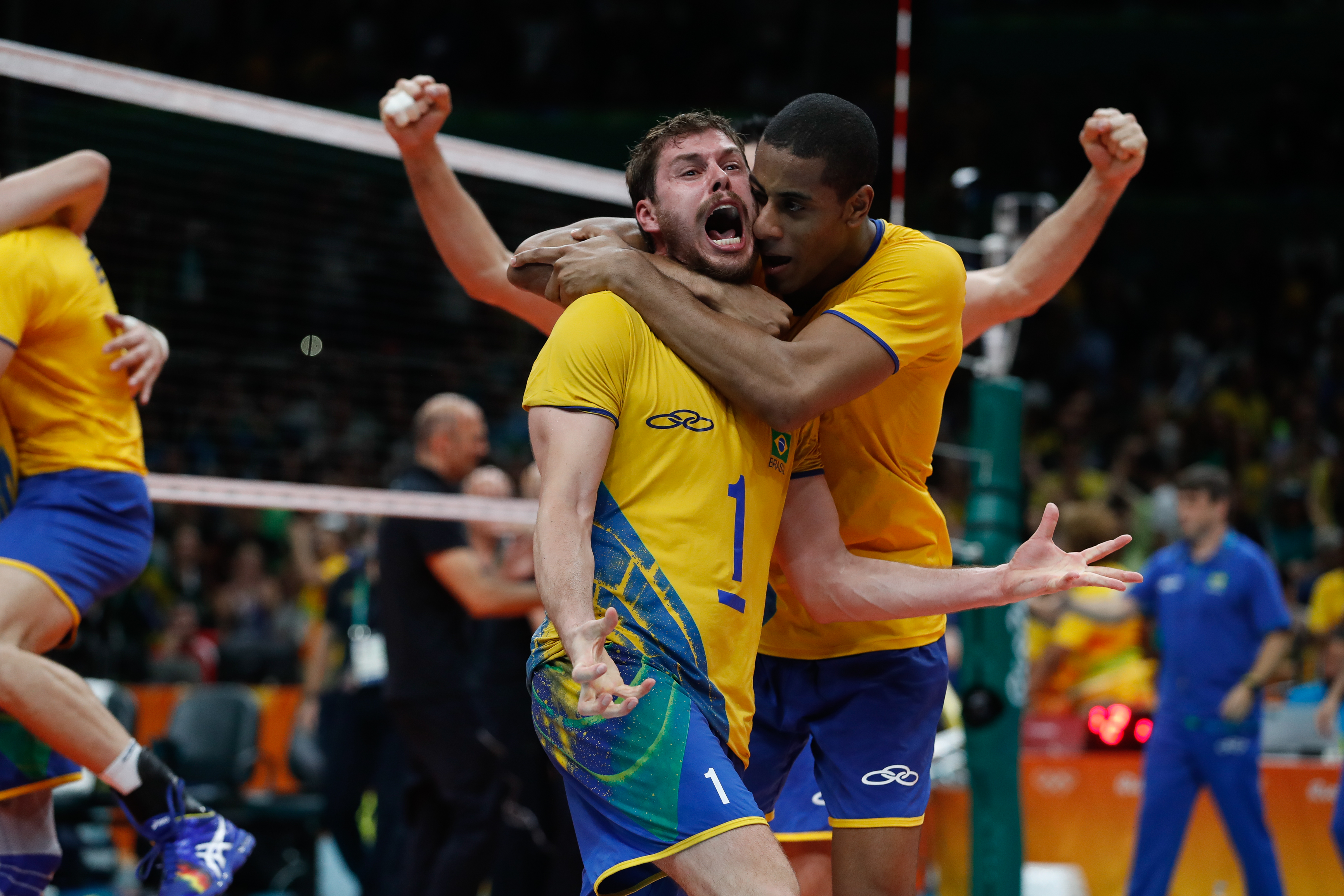
Bruninho e Lucarelli comemorando o ouro na Rio 2016.

- Campeonato Brasileiro: 2003–04
- Campeonato Catarinense: 2004

Cimed Florianópolis
- Campeonato Brasileiro: 2005–06, 2007–08, 2008–09, 2009–10
- Campeonato Catarinense: 2006, 2008, 2009, 2010, 2011
- Campeonato Sul-Americano de Clubes: 2009
- Copa do Brasil: 2007

RJX Vôlei
- Campeonato Brasileiro: 2012–13
- Campeonato Carioca: 2012, 2013

Modena Volley
- Copa CEV: 2022–23
- Campeonato Italiano: 2015–16
- Copa Itália: 2014–15, 2015–16
- Supercopa Italiana: 2015

Cucine Lube Civitanova
- Mundial de Clubes: 2019
- Liga dos Campeões: 2018–19
- Campeonato Italiano: 2018–19
- Copa Itália: 2019–20

Vôlei Taubaté
- Troféu Super Vôlei: 2020
- Campeonato Brasileiro: 2020–21
- Supercopa Brasileira: 2020

Vôlei Renata Campinas
- Campeonato Paulista: 2024

## Clubes
| Anos      | Clube                  |
| --------- | ---------------------- |
| 1998–2002 | Fluminense             |
| 2003–05   | Unisul                 |
| 2005–11   | Cimed                  |
| 2011      | Casa Modena            |
| 2012–14   | RJX                    |
| 2014–16   | DHL Modena             |
| 2016–17   | SESI-SP                |
| 2017–18   | Azimut Modena          |
| 2018–20   | Cucine Lube Civitanova |
| 2020–21   | EMS Taubaté Funvic     |
| 2021–24   | Valsa Group Modena     |
| 2024–     | Vôlei Renata/Campinas  |

## Prêmios individuais
- 2006: Superliga Brasileira – Melhor levantador
- 2007: Superliga Brasileira – Melhor levantador
- 2007: Copa América – Melhor levantador
- 2007: Copa do Brasil – Melhor levantador
- 2008: Superliga Brasileira – Melhor levantador
- 2008: Copa América – Melhor levantador
- 2009: Superliga Brasileira – Melhor levantador
- 2009: Campeonato Sul-Americano de Clubes – MVP
- 2009: Copa dos Campeões – Melhor levantador
- 2011: Jogos Pan-Americanos – Melhor levantador
- 2013: Liga Mundial – Melhor levantador
- 2013: Campeonato Sul-Americano – Melhor levantador
- 2013: Copa dos Campeões – Melhor levantador
- 2016: Jogos Olímpicos – Melhor levantador
- 2017: Campeonato Sul-Americano – Melhor levantador
- 2019: Campeonato Mundial de Clubes – Melhor levantador e MVP
- 2021: Campeonato Sul-Americano – Melhor levantador e MVP